# Silva Vieira
Silva Vieira foi um pintor naïf português.

## Nota biográfica
Dedicou parte da sua vida a pintar Lisboa no seu mais genuíno, nas vielas, nos quiosques e recantos que via como nenhum outro. Silva Vieira costumava ainda pintar flores e retratos de mulheres.
A pintura de Silva Vieira é 'naif' autêntica, com as suas características de ingenuidade e infantilidade, havendo ainda a registar a particularidade do artista apenas representar a cidade de Lisboa.
Silva Vieira participou em todos os salões nacionais e internacionais de pintura "naif" da Galeria de Arte do Casino Estoril, tendo obtido em 2001 um 1º Prémio (que apenas pode ser atribuído uma vez a cada artista) e menções honrosas nas restantes 23 edições.
Victor Silva Vieira nasceu em Lisboa em 1939 e começou a expor em 1961, tendo obtido também um terceiro prémio da Câmara de Lisboa em Artes Decorativas (1961) e o Prémio Cidade de Guimarães, que lhe foi atribuído em 2001, entre outros galardões."
Faleceu a 2 de Janeiro de 2004 aos 64 anos, vítima de doença prolongada.
As suas obras são ainda pouco conhecidas.

## Exposições e prémios
- Galeria de Arte do Casino no Casino do Estoril, nos Salão Nacional, Internacional e Ibérico, entre 1980 - 2004
- Prémio do Salão do Casino e várias menções honrosas.
- Premiado pelo S.N.I. (Serviço Nacional de Informação e Turismo)
- 4 exposições na Galeria da Câmara Municipal de Coimbra.
- Galeria Artur Bual na Câmara Municipal da Amadora.
- Museu Grão Vasco em Viseu e INATEL.
- Exposição em 2003 na Cruz Vermelha Portuguesa, em Madrid.
- Câmara Municipal do Funchal, na Madeira
- Palácio das Galveias - Lisboa.
- Ilustrador das Ementas Históricas pelo Grupo Amigos de Lisboa.
- Colectiva na Galeria do Bairro Alto na Bienal de pintura Afonso Domingues com Bottelho, Carmo Polvora, Manuel Carmo, Nuno Medeiros entre outros.

## Ligações Externas
Página Web Oficial